# Elasmucha lateralis
Elasmucha lateralis är en insektsart som först beskrevs av Thomas Say 1831.  Elasmucha lateralis ingår i släktet Elasmucha och familjen taggbärfisar. Inga underarter finns listade i Catalogue of Life.